# アンブローズ・バーンサイド
アンブローズ・エバレット・バーンサイド（英: Ambrose Everett Burnside, 1824年5月23日 - 1881年9月13日）は、アメリカ合衆国の軍人、鉄道会社役員、発明家、工業実業家、およびロードアイランド州の政治家であり、同州の知事と同州選出のアメリカ合衆国上院議員を務めた。南北戦争では北軍の将軍としてノースカロライナや東テネシーで作戦を指揮して成功したが、フレデリックスバーグの戦いやクレーターの戦いでは惨めな敗北を喫した。バーンサイドの特徴ある顔ひげのスタイルは、その姓から「サイドバーンズ」と呼ばれている。

## 生い立ちと初期の経歴
バーンサイドはインディアナ州リバティで、エッジヒルとパメラ（あるいはパミラ）・ブラウンのバーンサイド夫妻の9人の子供のうち4番目の子として生まれた。バーンサイド家はスコットランドの出身だった。
父のエッジヒルはサウスカロライナ州の生まれで奴隷所有者だったが、インディアナ州に移転するときに奴隷を解放した。バーンサイドは少年の時にリバティ神学校に通ったが、1841年に母が死んだときに中断し、地元の洋服屋に徒弟奉公に出され、その後は洋服屋の共同経営者になった。
バーンサイドは軍事に興味を持ち、父の政治的な関係もあって、1843年に陸軍士官学校への入学指名を得た。士官学校は1847年に卒業し、同期38人中の成績は18番目だった。第2アメリカ砲兵連隊の名誉少尉に任官された。米墨戦争のときはベラクルスに向かったが、到着したときは敵対関係が終わっていたので、メキシコシティ周辺の守備任務に就いた。
米墨戦争が終わると、2年間西部辺境での任務に就き、騎兵隊の任務に転換された軽装砲兵隊である第3アメリカ砲兵隊でブラクストン・ブラッグ大尉の下に入り、ネバダ州からカリフォルニア州に向かう西部郵便配送経路の護衛を行った。1849年、ニューメキシコ州ラスベガスでアパッチ族との戦闘中に首に矢傷を負った。1852年、ロードアイランド州ニューポートのアダムズ砦指揮官に指名され、そこに居る間の4月27日に、プロビデンスのメアリー・リッチモンド・ビショップと結婚した。この結婚はバーンサイドの死まで続いたが、子供は無かった。
1853年、アメリカ陸軍から退役し、州兵での位は維持していたが、その時間とエネルギーをその名前を付けることになった有名なライフル銃、バーンサイド・カービン銃の製造に捧げた。ジェームズ・ブキャナン大統領の閣僚である陸軍長官ジョン・フロイドが、陸軍の大部分の武器をそのカービン銃とするためにバーンサイド武器会社と契約し、バーンサイドにはその製造のための大規模な工場を建設するよう奨めた。ブリストル・ライフル工場が出来たときは、他の銃器制作者がフロイドに賄賂を贈って、バーンサイドとの10万ドルの契約を破棄させていたと言われている。1858年、バーンサイドは民主党公認でロードアイランド州選出のアメリカ合衆国下院議員を目指したが、地滑り的大敗を喫した。この選挙運動での負担に、火事によってその工場が破壊されたこともあって、財政的に破産状態となり、持っていた武器の特許について他の者に使用許可を与えることを余儀なくされた。その後仕事を求めて西部に移り、イリノイ・セントラル鉄道の財務担当になった。この時、後に上級士官となるジョージ・マクレランのために働き、親しくなった。

## 南北戦争

### 第一次ブルランの戦い
南北戦争が勃発すると、バーンサイドはロードアイランド州兵の准将になった。第1ロードアイランド志願歩兵連隊を起ち上げ、1861年5月2日にその大佐に任官された。それから1ヶ月以内に、北東バージニア軍管区の旅団指揮官に昇任した。7月の第一次ブルランの戦いでは平凡な旅団指揮を執り、その旅団がバラバラにされた後、負傷したデイビッド・ハンター准将に代わって一時的な師団指揮を執った。その連隊の90日間の徴兵期間が切れた後で、8月6日に志願兵の准将に昇進し、出来たばかりのポトマック軍で暫定的な旅団の訓練を任された。

### ノースカロライナ遠征
バーンサイドはコースト師団すなわちノースカロライナ遠征軍を指揮した。これはメリーランド州アナポリスで集められた3個旅団であり、後にバーンサイドが指揮した第9軍団の核になるものだった。さらに1861年9月から1862年7月までノースカロライナ軍管区となった。バーンサイドはノースカロライナで海陸協働作戦を指揮して、戦争の残り期間アメリカ連合国のノースカロライナ海岸の内80%以上を閉鎖する成功に導いた。
東部戦線では最初の意義有る北軍勝利となったロアノーク島の戦いおよびニューバーンの戦いでの功績により、3月18日には少将に昇格した。7月、その軍隊はバージニア州ニューポートニューズに移動し、ポトマック軍第9軍団となった。
ジョージ・マクレラン少将が半島方面作戦で失敗した後、バーンサイドはポトマック軍指揮官を打診された。バーンサイドはマクレランに対する忠誠心があり、自身の軍事的経験も足りないことを理解していたので、この機会を拒否することになり、ジョン・ポープ少将のバージニア軍が行った北バージニア方面作戦の支援のため、その軍団の一部を派遣した。この時フィッツ・ジョン・ポーター少将から受け取ったポープの指揮官としての能力を痛烈に批判した電報が同時にバーンサイドの上官に回送され、後のポーターの軍法会議で重要な役割を果たすことになった。バーンサイドはこの軍法会議に重要証人として出席した。
ポープが北バージニア方面作戦の第二次ブルランの戦いで大敗を喫した後に再度、バーンサイドに指揮官の打診があったが、これも断った。

### アンティータムの戦い

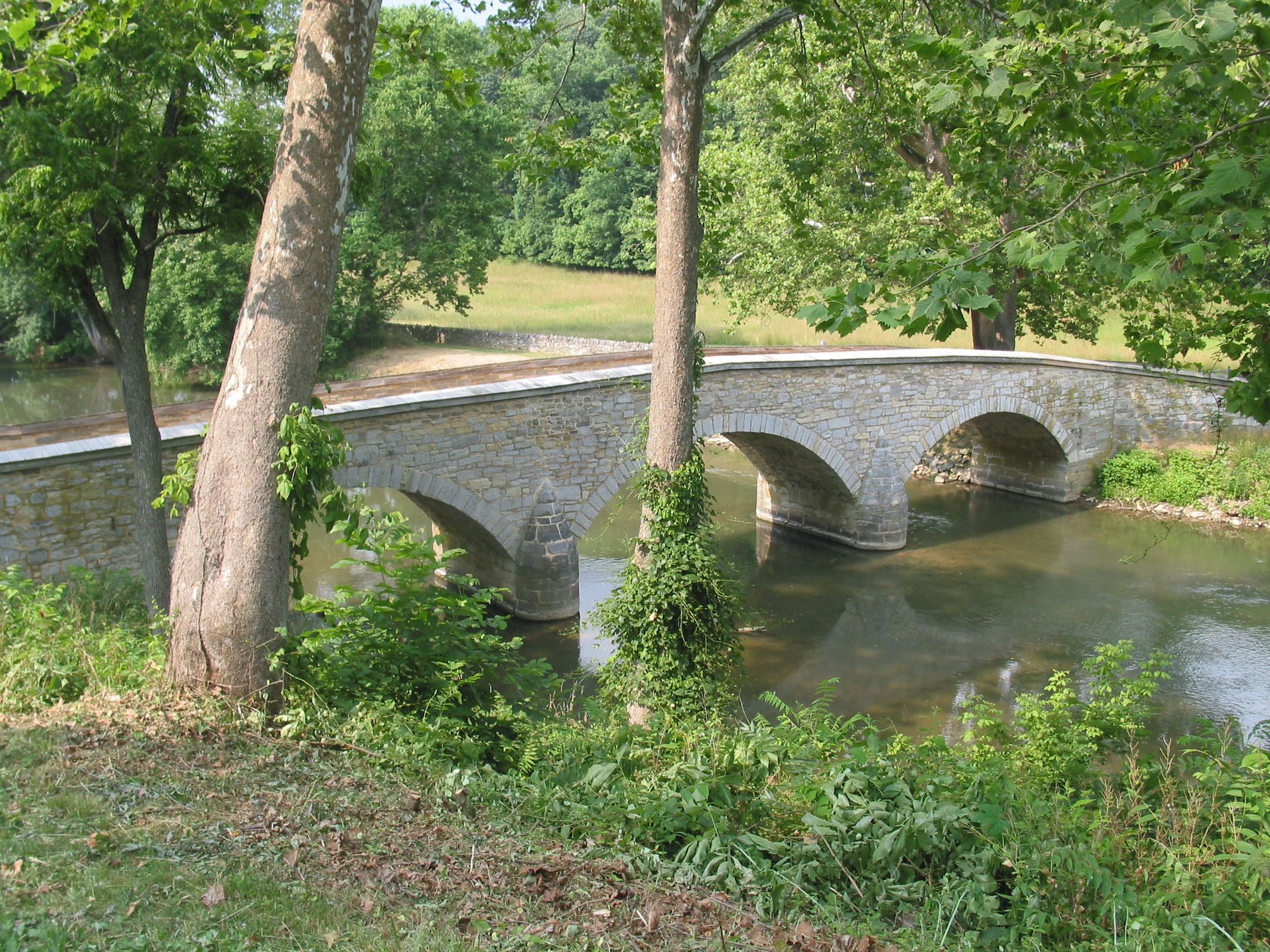
バーンサイドの橋

メリーランド方面作戦の開始となったサウス山の戦いでは、ポトマック軍の「右翼」（第1軍団と第9軍団）の指揮を与えられたが、アンティータムの戦いでは、マクレランがこれを分けてそれぞれ北軍の両端に配置したので、バーンサイドはまた第9軍団のみの指揮官に戻った。バーンサイドは暗に高い権威を諦めることを拒み、先ずジェシー・リー・リノ少将を（サウスマウンテンで戦死）、次にジェイコブ・D・コックス准将を軍団指揮官として待遇し、命令は軍団長を通して軍団に伝えた。この煩わしい手配のために、北軍前線の南側側面にあって「バーンサイドの橋」と今も呼ばれる橋の攻撃やそれを渡るときに動きが鈍くなってしまった。
バーンサイドはその地域の適切な偵察を行わず、その部隊は敵の射程に入らない所で容易に川を渉れる利点を活かす代わりに、高台に陣取る南軍の狙撃手に支配されている狭い橋を渡って何度も突撃することを強いられた。正午までに、マクレランは辛抱できなくなった。マクレランは何度もバーンサイドに前進する気持ちにさせるよう伝令を送った。ある副官には「彼に犠牲が1万人になっても今行かねばならない」と伝えるよう命令した。監察長官デロス・B・サケット大佐を派遣して、バーンサイドに対決させることで圧力を掛けていったが、バーンサイドは憤然として「マクレランは、私がこの橋を落とすために最善を尽くしていないと考えているようだ。あなたは今朝同じ命令を持って私の所にきた3人目あるいは4人目だ」と答えた。
この攻撃の遅れによって、南軍のA・P・ヒル少将の師団がハーパーズ・フェリーから駆け付け、北軍の突破に対して反撃することを許した。マクレランはバーンサイドの援軍要請を拒み、戦いは戦術的行き詰まりのままに終わった。

### フレデリックスバーグの戦い
アンティータムから撤退するリー軍を追撃できなかったマクレランは軍隊指揮から外され、1862年11月7日、バーンサイドはポトマック軍の指揮官を任された。バーンサイドはその短い経歴では3度目となるこの命令に、躊躇いながら従った。エイブラハム・リンカーン大統領はバーンサイドに攻撃的姿勢を採るよう圧力を掛け、11月14日、南軍の首都リッチモンドを占領するというバーンサイドの作戦を承認した。この作戦は12月13日のフレデリックスバーグの戦いで北軍の屈辱的なまた損失の多い敗北に繋がった。フレデリックスバーグへの侵攻は急速だったが、ラッパハノック川を渉るためのはしけを連ねた橋を並べる手配がお粗末であったために、また渡河地点での部隊配置を躊躇したために遅れを生じ、ロバート・E・リーが南軍部隊に到着して町の直ぐ西にあるメアリー高地に部隊を集中させることを許し、北軍は容易に撃退された。攻撃の主要経路となることが予測された町の南への攻撃も、手配がうまく行かず、最初の北軍による突破も支援が無いままになった。バーンサイドは、その作戦の失敗と繰り返し無益な正面攻撃を行わせたために莫大な損失を出したことで動揺し、自分の以前からの軍団を使って自ら突撃を率いると宣言した。その軍団の指揮官達はそれを止めるよう説得したが、バーンサイドとその部下の関係に歪みを生じた。バーンサイドは全ての責任を認め、アメリカ陸軍からの退役を申し出たが、これは拒否された。
1863年1月、バーンサイドはリー軍に対する2度目の攻撃を仕掛けたが、成果を挙げる前に冬の雨の中で動きが取れなくなったので、侮蔑的に「泥の行進」と呼ばれた。これをきっかけに、明け透けに命令を聞かなかった数人の士官に対し、解任と軍法会議を要求した。バーンサイド自身も辞任を申し出た。リンカーンは1月26日、バーンサイドの辞任の方を選び、バーンサイドに反抗した士官の一人であるジョセフ・フッカーを後任とした。

### 東テネシー
リンカーンはバーンサイドを軍隊から去らせることを望まず、オハイオ軍（第23軍団）と以前の第9軍団の指揮を任せた。ここでバーンサイドは、クレメント・ヴァランディガムのようなマムシ（戦争に反対した北部の民主党員）やジョン・ハント・モーガンのような南軍の襲撃者との対応を余儀なくされた。ノックスビル方面作戦で、バーンサイドはノックスビルまで侵攻したが、北軍のウィリアム・ローズクランズ少将がチカマウガの戦いで敗れた後、以前にメアリー高地で対戦したことのあるジェイムズ・ロングストリート中将に追撃された。キャンベル基地の戦いでバーンサイドは巧みにロングストリート軍の裏をかき、自軍の塹壕まで到達し無事にノックスビルに入った。そこでは、市外のサンダース砦の戦いで南軍が敗北するまで短期間包囲された。ロングストリートの軍団をノックスビルで縛り付けていたことで、第三次チャタヌーガの戦いではユリシーズ・グラント少将が南軍のブラクストン・ブラッグ将軍を破ることに貢献した。ウィリアム・シャーマン少将の軍隊がバーンサイド軍の救援に向かったが、包囲戦は既に解かれ、ロングストリートは撤退して結果的にバージニアに戻った。

### オーバーランド方面作戦
バーンサイドは第9軍団を東部戦線に戻すよう命令を受け、メリーランド州アナポリスに戻って、実戦部隊21,000名を越える軍団を作り上げた。
第9軍団は当初グラントの下に入ったが、独立した部隊として1864年5月のオーバーランド方面作戦に参戦した。ポトマック軍の指揮を任されたジョージ・ミード少将がフレデリックスバーグではバーンサイドの部下の師団指揮官であり、階級が下だったので、バーンサイドの軍団はポトマック軍に入らなかった。この厄介な配置はノースアンナの戦い直前の5月24日に是正され、バーンサイドは先任士官であることを放棄し、ミードの直接指揮の下に入ることを認めた。
バーンサイドは荒野の戦いとスポットシルバニアの戦いに参戦したが、目立った働きはしなかった。
バラバラに攻撃し、これらの戦いの特徴であった正面攻撃にその部隊を向かわせることを躊躇っているように見えた。ノースアンナとコールドハーバーの戦いの後で、ピーターズバーグの包囲戦に加わった。

### クレーターの戦い

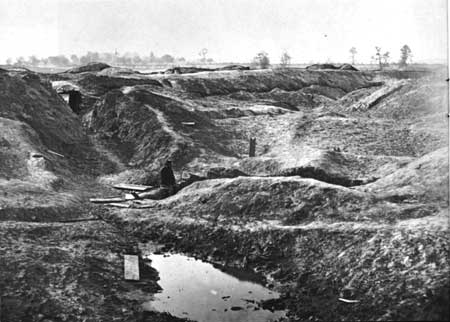
ピーターズバーグのクレーター

1864年7月に南北両軍はピーターズバーグで塹壕戦という手詰まりに直面し、バーンサイドはその配下にいたペンシルベニア炭坑夫連隊に示唆された作戦に合意した。南軍が塹壕を設けている砦の下に横穴を掘り、そこで爆発物を仕掛けて急襲を掛けるというものだった。7月30日に砦は破壊され、クレーターの戦いと呼ばれるものになった。歩兵が攻撃するほんの数時間前に、ミードからこの任務のために特別の訓練を施した黒人師団を使わないようにと言う命令を受け、その代わりに訓練されていない白人の部隊を使うことを強いられた。バーンサイドはどの師団を使うべきかを決められず、3人の配下指揮官がくじを引いた。偶然選ばれた師団はジェイムズ・H・レドリー准将が率いる師団だったが、レドリーは部下が何をすべきかを説明できず、戦闘中は戦線のはるか後方で酒を飲んでおり指揮を執れなかったと言われている。レドリーの部下は巨大なクレーターを回り込む代わりにその中に入って罠に嵌り、穴の縁から南軍に激しい砲火を浴び、大きな損失を出した。
バーンサイドは8月14日に解任され、グラントによって休暇扱いとされた。ミードがバーンサイドを呼び戻すことは無かった。後の調査委員会でクレーター失態の責任はバーンサイドとその部下にあるとされた。12月、バーンサイドはリンカーン大統領とグラント将軍に会い、その将来について相談した。バーンサイドは除隊を予期していたが、リンカーンとグラントは軍隊に留まることを求めた。インタビューの最後で、「私は自分が担当すべき任務について知らされてはいない」と書いた。最終的に1865年4月15日、バーンサイドは辞職した。

## 戦後の経歴

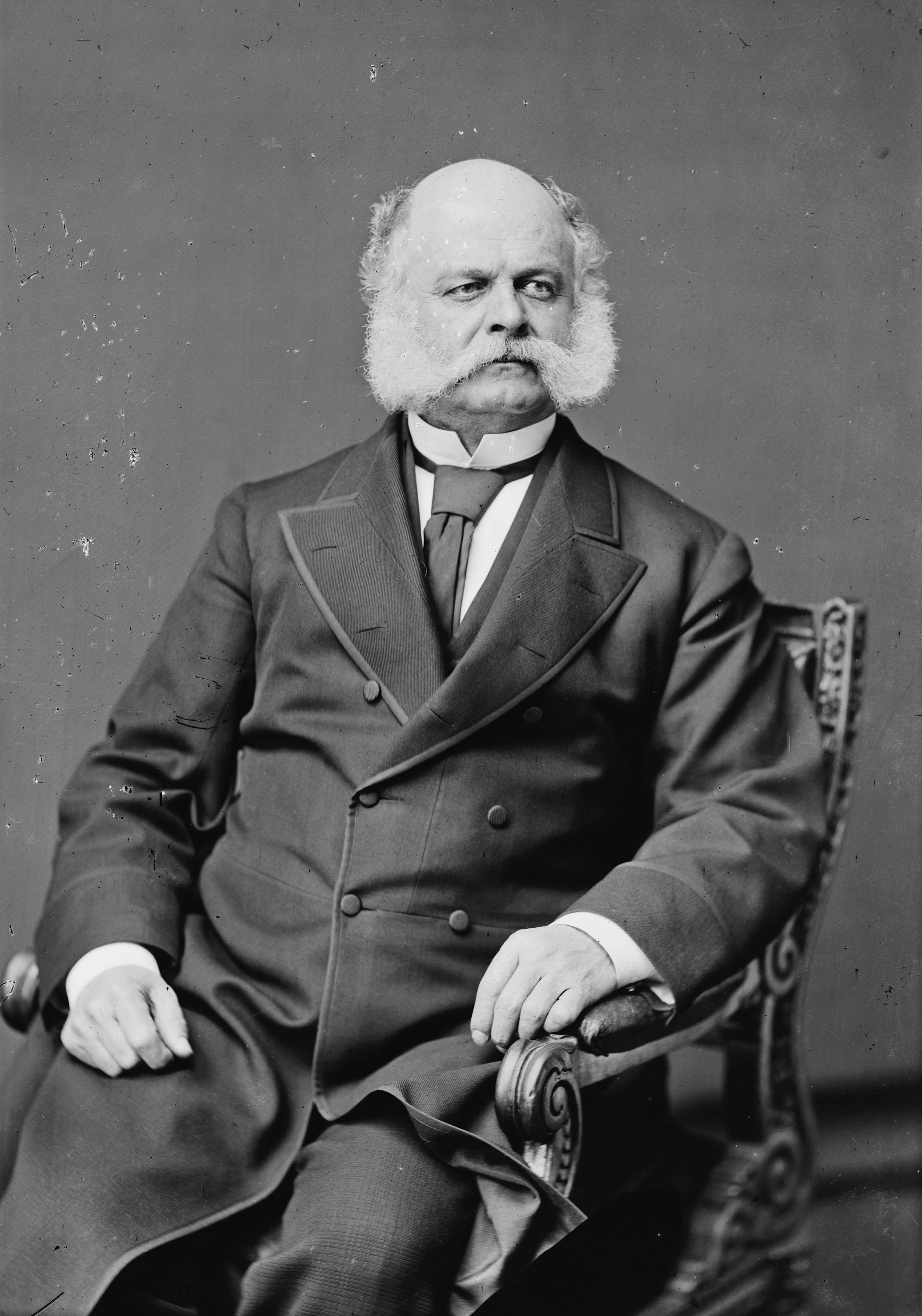
戦後のポートレイト

バーンサイドは軍隊を辞めた後、多くの鉄道や工業の役員として雇われ、その中にはシンシナティ・マーティンスビル鉄道、インディアナポリス・ビンセンヌ鉄道およびロードアイランド機関車工場の社長職があった。1年任期のロードアイランド州知事に3度選ばれた（1866年5月-1869年5月）。1871年から1872年には退役兵の協会であるグランドアーミー・オブ・レパブリックの総司令官になった。
全米ライフル協会は1871年の設立の時にバーンサイドを初代会長に選んだ  。
バーンサイドは1870年にヨーロッパを訪れ、普仏戦争下にあるフランスとドイツの間を取り持とうとした。1874年、ロードアイランド州からアメリカ合衆国上院議員に選出され、1880年にも再選され、その死の1881年まで務めた。この期間、戦前は民主党員であったバーンサイドは共和党員で選出され、軍事的な事項で顕著な役割を果たすと同時に、1881年には外務委員会の議長も務めた。
バーンサイドはロードアイランド州ブリストルで「心臓の神経痛」（狭心症）で急死し、プロビデンスのスワンポイント墓地に葬られている。
1800年代遅くに彼の栄誉を称える騎馬像がプロビデンスのバーンサイド公園に建てられた。

## 評価と遺産
バーンサイドは軍隊においても政界においても個人として常に非常に人気があり、簡単に友人を作り、よく笑い、あらゆる者の名前を覚えた。しかし職業軍人としての評判は肯定的なものではなく、また頑固で想像力に乏しく、責任の重い指揮には知的にも感情的にも適していなかったと知られている。
ユリシーズ・グラントは、彼が軍の指揮には「不向き」だったと述べ、このことはバーンサイド自身が他の誰よりも知っていたとも言った。バーンサイドは自分の能力を自覚し、ポトマック軍指揮官の職を2度までも拒み、彼が受けなければジョセフ・フッカーがなると知らされた時に初めて受けた。歴史家のジェフリー・D・ワートはフレデリックスバーグの後でのバーンサイドの解任をその軍歴を要約する一節で次のように表現した。
歴史家ブルース・キャットンはバーンサイドを次のように要約した。

### サイドバーンズ
バーンサイドは髪の一房が耳の前で口ひげに融合するが、顎はきれいに剃り上げた特異な顔髭で有名である。「バーンサイド」という言葉がこのスタイルを表現するために使われた。この音節が後に逆転され「サイドバーンズ」になった。

### 大衆文化の中で
バーンサイドは、ロナルド・F・マクスウェルの2003年の映画『神と将軍』 (Gods and Generals) の中で、アレックス・ハイド＝ホワイトが演じた。フレデリックスバーグの戦いが含まれている。